# 줄 그레고리 차니

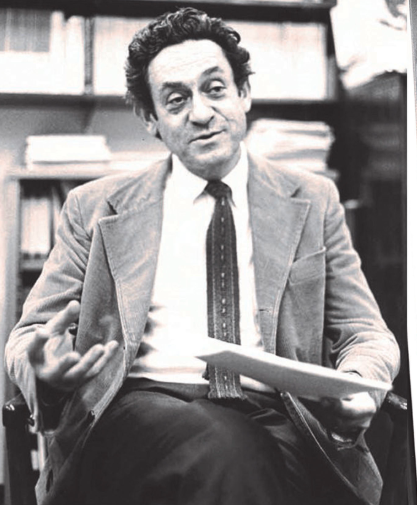

줄 그레고리 차니(Jule Gregory Charney, 1917년 ~ 1981년)는 미국의 기상학자이다.
회전좌표계의 느린 운동을 기술하는 수학방정식을 기상학에 적용해, 상층대기의 남북지역 온도차 때문에 나타나는 편서풍대 순환의 파동·요란을 수학 이론으로 밝혔다. 1930년대에 상층대기의 관측이 가능해지고 대기의 3차원적 구조가 밝혀지자, 차니는 편서풍파동과 함께 그와 밀접한 관계가 있는 저기압의 생성 과정을 분석하여 설명했다. 또한 수학자 폰 노이만과 함께 고속컴퓨터를 이용해 장기간의 기상수치예보의 기본 방정식을 개발함으로써 현대적인 기상수치 예보에 큰 업적을 남겼다.

## 같이 보기
- 에드워드 노턴 로렌즈
- 지균풍